# Vanessa Bürki
Vanessa Bürki (* 1. April 1986 in Grenchen) ist eine ehemalige Schweizer Fussballspielerin.

## Karriere

### Vereine
Bürki begann zwölfjährig beim FC Wacker Grenchen mit dem Fussballspielen und blieb bis zur C-Jugend (gemeinsam mit Jungen), bevor sie 2001 zum DFC Zuchwil, einem Frauen-Fussballclub aus Zuchwil im Kanton Solothurn, wechselte. Für diesen spielte sie von 2002 bis 2006 (ab 13. März 2005 unter dem Namen FFC Zuchwil 05) in der Nationalliga A, wurde zweimal Zweite in der Meisterschaft, gewann die Torjägerkanone und wurde zur Fussballerin des Jahres ausgezeichnet. Darauf aufmerksam geworden, verpflichtete sie der FC Bayern München. Ihr Debüt gab sie am 10. September 2006 (1. Spieltag) beim 4:1-Heimsieg über den Hamburger SV und krönte es mit ihrem ersten Bundesligator, dem Treffer zum Endstand in der 80. Minute. Vom 18. April bis 10. Mai 2009, also an vier Spieltagen in Folge, erzielte sie jeweils zwei Tore und am 31. Oktober 2009 (7. Spieltag) gelangen ihr beim 6:2-Heimsieg über den 1. FC Saarbrücken gar vier Tore. 2015 und 2016 gewann sie mit den Münchnerinnen die deutsche Meisterschaft. Am Saisonende 2016/17 wurde sie nach elf Spielzeiten für den FC Bayern München von diesem verabschiedet. Zur Saison 2017/18 verpflichtete sie der Schweizer NLA-Klub BSC YB Frauen. 

### Nationalmannschaft
Am 26. März 2003 debütierte sie in der U-19-Nationalmannschaft, die in Sursee mit 0:3 gegen die Auswahl Deutschlands verlor.
Sie nahm vom 20. bis 31. Juli 2005 an der U-19-Europameisterschaft in Ungarn teil, schied nach drei Spielen in der Vorrunde aus und erzielte fünf von acht Toren.
Ihr Debüt in der U-20-Auswahl bestritt sie am 5. Juni 2006 in Oberdorf bei der 1:2-Niederlage gegen die Auswahl Russlands. Ihren zweiten Einsatz für diese Auswahlmannschaft krönte sie am 8. Juni 2006 in Herzogenbuchsee, beim 5:1-Sieg über die Auswahl Argentiniens mit drei Toren.
Vom 17. August bis 3. September 2006 nahm sie an der U-20-Weltmeisterschaft in Russland teil und kam in allen drei Gruppenspielen über 90 Minuten zum Einsatz. Im ersten Gruppenspiel am 18. August, bei der 2:4-Niederlage gegen die Auswahl Mexikos, erzielte sie beide Tore für die Schweiz.
Am 22. Mai 2004 debütierte sie in der A-Nationalmannschaft, die in Trapani ein 0:0-Unentschieden im EM-Qualifikationsspiel gegen die Auswahl Italiens erzielte. Ihr erstes Länderspieltor gelang ihr am 25. Februar 2006 in Bellinzona bei der 2:3-Niederlage gegen die Auswahl Dänemarks mit dem Führungstreffer zum 1:0 in der 20. Minute.

## Erfolge
- 2004, 2006: Schweizer Vizemeisterin
- 2006: Schweizer Torschützenkönigin
- 2009, 2017: Deutsche Vizemeisterin
- 2011: Bundesliga-Cup-Siegerin
- 2012: DFB-Pokal-Siegerin
- 2015, 2016: Deutsche Meisterin
- 2017: Zypern-Cup-Siegerin

## Auszeichnungen
- 2006: Schweizer Fussballerin des Jahres